# 소안초등학교 맹선분교
소안초등학교 맹선분교는 대한민국 전라남도 완도군 소안면 소안로 1084(맹선리)에 있었던 초등학교 분교이다.

## 연혁
- 일자미상 소안국민학교 맹선분교 설립 인가
- 1966년 10월 27일 맹선분교장 개교
- 1967년 4월 1일 도서벽지학교 '병'급 지정
- 1986년 1월 1일 도서벽지학교 '다'급 조정
- 1996년 3월 1일 소안초등학교 맹선분교 개편
- 1996년 3월 1일 폐교 및 소안초등학교 통폐합